# Pollenia similis
Pollenia similis is een vliegensoort uit de familie van de bromvliegen (Calliphoridae). De wetenschappelijke naam van de soort is voor het eerst geldig gepubliceerd in 1941 door Jacentkovsky.